# نلی آلیشوا
نلی آلیشِوا(روسی: Нелли Алишева ; née Fonova زاده۲۰ دسامبر ۱۹۸۳ در لیپتسک روسیه) یک والیبالیست بازنشسته روسی میباشدکه آخرین بار برای وی کی پروتون بازی نموده. او ۲٫۰۸ متر (۶ فوت ۱۰ اینچ) است بلند و به عنوان مخالف بازی می‌کند.

## حرفه
وی کار خود را در ام جی فو شروع کرد. وبعداز آن، او از سال ۲۰۰۳ تا ۲۰۱۱ برای دینامو- یانتار بازی کرد، وبعدهااز تاریخ۲۰۱۱ تا ۲۰۱۳ برای اومیچکا اومسک بازی کرد، پیش از اینکه در وی کی پروتون قرار بگیرد.

## زندگی شخصی
نلی آلیشوا یک دختری به اسم واسیلیسا دارد که درتاریخ ژوئن ۲۰۰۲ متولد شد. واسیلیسا همچنین یک بازیکن والیبال است.